# Aplastodiscus leucopygius
Aplastodiscus leucopygius es una especie de anfibio de la familia Hylidae.
Es endémica de Brasil.
Su hábitat natural incluye bosques tropicales o subtropicales secos y a baja altitud, ríos, marismas intermitentes de agua dulce, plantaciones, jardines rurales, zonas previamente boscosas ahora muy degradadas y tierras de irrigación.